# Marathon van Barcelona 2009
De marathon van Barcelona 2009 werd gehouden op zondag 1 maart 2009 in Barcelona. Het was de 31e editie van deze marathon. In totaal finishten 8133 marathonlopers de wedstrijd, waarvan 879 vrouwen.

## Uitslagen

### Mannen
| rang   | naam              | land | tijd    |
| ------ | ----------------- | ---- | ------- |
| Goud   | Johnstone Chebii  | KEN  | 2:14.01 |
| Zilver | Hosea Kogei       | KEN  | 2:14.06 |
| Brons  | Teshome Gelana    | ETH  | 2:14.32 |
| 4      | Demelah Denkis    | ETH  | 2:16.35 |
| 5      | Roger Roca        | ESP  | 2:17.41 |
| 6      | Luka Kiptoo       | KEN  | 2:18.35 |
| 7      | Joseph Mareng     | KEN  | 2:21.20 |
| 8      | Rachid Nadij      | ESP  | 2:22.44 |
| 9      | Belayne Bemir     | ETH  | 2:24.30 |
| 10     | Victor Del Corral | ESP  | 2:25.31 |

### Vrouwen
| rang   | naam             | land | tijd    |
| ------ | ---------------- | ---- | ------- |
| Goud   | Tadelech Debre   | ETH  | 2:39.43 |
| Zilver | Helen Lawrence   | GBR  | 2:54.02 |
| Brons  | Paola Sanna      | ITA  | 2:55.52 |
| 4      | Claire Mc Carthy | IRL  | 2:56.02 |
| 5      | Ana Rosa Moreno  | ESP  | 2:57.56 |
| 6      | Pascale Rotsaert | FRA  | 2:59.50 |
| 7      | Laura Cascan     | ESP  | 3:05.07 |
| 8      | Sarah Kiriluk    | BEL  | 3:05.42 |
| 9      | Anna Maria Caso  | ESP  | 3:05.47 |
| 10     | Ana Elizondo     | ESP  | 3:07.01 |

1978 ·
1979 ·
1980 ·
1981 ·
1981 ·
1983 ·
1984 ·
1985 ·
1986 ·
1987 ·
1988 ·
1989 ·
1990 ·
1991 ·
1992 ·
1993 ·
1994 ·
1995 ·
1996 ·
1997 ·
1998 ·
1999 ·
2000 ·
2001 ·
2002 ·
2003 ·
2004 ·
2005 ·
2006 ·
2007 ·
2008 ·
2009 ·
2010 ·
2011 ·
2012 ·
2013 ·
2014 ·
2015 ·
2016 ·
2017 ·
2018 ·
2019 ·
2020 ·
2021 ·
2022 ·
2023 ·
2024